# ایلینسکی (باشقیرستان)
ایلینسکی (انگلیسی: Ilyinsky, Republic of Bashkortostan) یک شهرک در شهرستان بلاگووشچنسکی باشقیرستان کشور روسیه است.